# Acadèmia General Bàsica de Sotsoficials
L'Acadèmia General Bàsica de Sotsoficials de l'exèrcit espanyol, coneguda popularment com «el Campament», és una acadèmia militar permanent del Campament Militar General Martín Alonso, situat a cavall dels termes municipals de Tremp (antic terme de Gurp de la Conca) i Talarn, a la comarca del Pallars Jussà.
El campament militar tingué una primera capella, dedicada a la Mare de Déu del Carme, que actualment ja és desapareguda, fruit de les remodelacions sofertes a les instal·lacions militars. Actualment també té capella, més moderna, dedicada a sant Miquel. Aquestes capelles no estan subjectes a la jurisdicció eclasiàstica que els pertocaria pel territori, sinó a l'arquebisbat militar, amb jurisdicció damunt de totes les capelles de caràcter militar de l'estat espanyol.
L'accés a l'Acadèmia és a través d'una carretera local asfaltada que arrenca de l'extrem de ponent de la vila de Talarn, sense que sigui necessari d'entrar-hi per accedir a les instal·lacions militars des de Tremp. Aquesta mateixa carretera local, després de travessar l'extrem occidental de la base militar, mena al poble de Gurp.

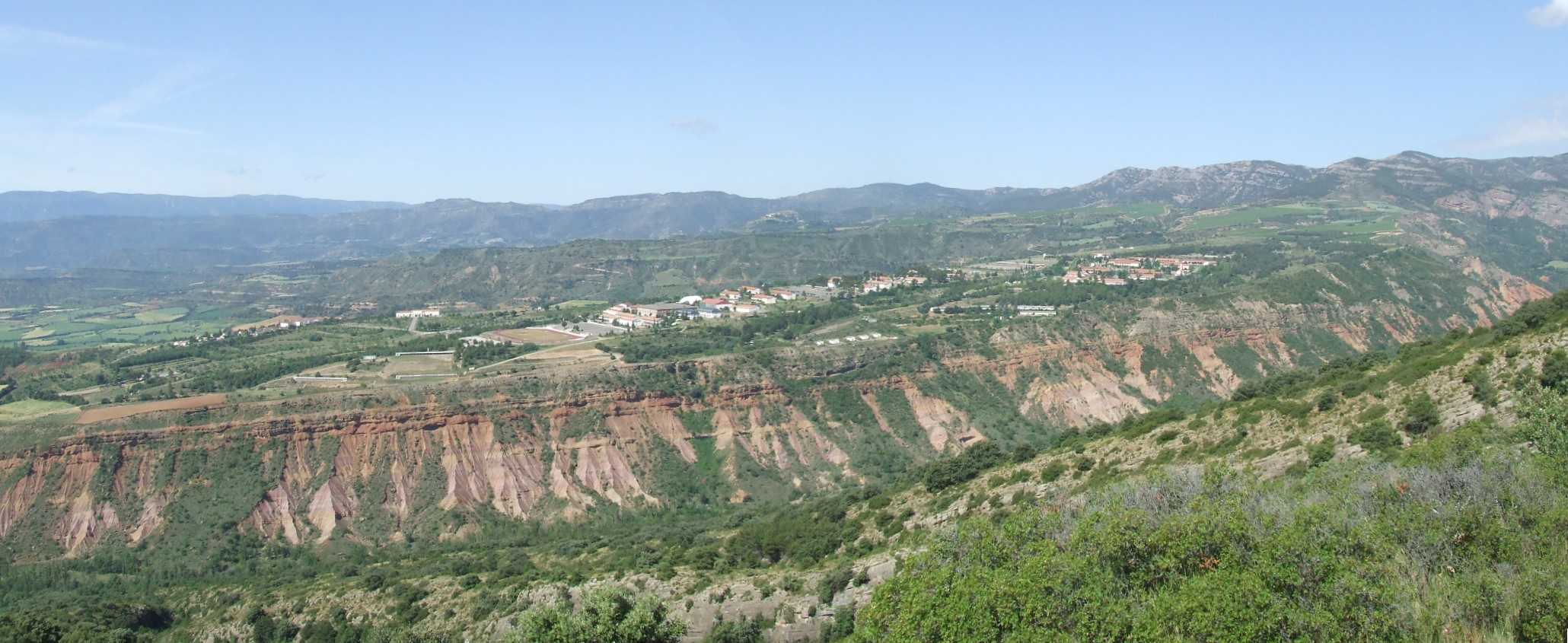
El campament militar des de Castilló d'Encús